# Javni sektor
Javni sektor je izraz, s katerim zajemamo vse javnopravne organizacije (ali osebe javnega prava). Javni sektor je torej celota vseh oseb javnega prava – države in vseh drugih oseb javnega prava – ki jim država zagotavlja pravno subjektiviteto in določena pooblastila.
V javnem sektorju se opravljajo javne funkcije, uresničujejo javni interesi in zadovoljujejo javne potrebe. Gre za tiste potrebe, interese in funkcije, glede katerih se sprejme odločitev, da jih bomo urejali kot javne zadeve na ravni državne ali lokalnih skupnosti. V demokratični državi je določitev kroga teh zadev rezultat demokratičnega procesa. Obseg javnih zadev in s tem razmejitev javne in zasebne sfere ni objektivno dana, ampak je stvar odločanja državne skupnosti. Obseg kroga javnih zadev se od države do države, v posameznih državah pa tudi od obdobja do obdobja razlikuje. 
Javni sektor lahko definiramo kot skupek organizacij, ki opravljajo javne funkcije- izvajajo upravno- politični proces (oblastni del javnega sektorja) in zagotavljajo javne službe oziroma javne storitve (servisni del javnega sektorja). Te organizacije delujejo v javnem interesu, zadovoljujejo javne potrebe- nekatere izmed teh organizacij nimajo lastne pravne subjektivitete (statusa pravne osebe), druge takšen status imajo. Pravne osebe, ki delujejo v javnem sektorju (v nasprotju s pravnimi osebami zasebnega prava), imenujemo pravne osebe javnega prava. To so pravne osebe, za katere velja poseben (javno) pravni režim. Ustanavljajo se za izvajanje javnih funkcij, financirajo se iz javnih sredstev (pogosto tudi s plačilom storitev, vendar so cene, prispevki ali karkoli se že to plačilo imenuje, regulirani), imajo monopolni položaj, poseben režim za zaposlene (ti imajo status javnih uslužbencev) in poseben režim nadzora.

## Definicije pojma v Sloveniji
Javni sektor ni enotno opredeljen niti v okviru javno- finančne zakonodaje niti v okviru posameznih znanstvenih prispevkov. Z opredelitvijo javnega sektorja so se že od rimskih časov ukvarjali različni avtorji, zato je nastalo več kriterijev delitve, npr. glede na subjekte, vir financiranja, status zaposlenih itd. Vendar pa opredelitev javnega sektorja, posebej v smislu ločitve od zasebnega, še danes ni povsem jasna.
Šmidovnik enači pomen javnega sektorja in javne uprave, ki ju opredeljuje kot sektor države in organizacij, ki opravljajo dejavnosti posebnega družbenega pomena in zajema vse državne organe, organe lokalnih skupnosti, vsa javna podjetja, javne zavode, zavode, agencije, javne sklade, zbornice ter druge oblike združb, ki se financirajo na podlagi pristojbin, predpisov oziroma zakonov. Mnogi drugi avtorji povzemajo to misel, nekateri pa so mnenja, da je pojem javnega sektorja širši kot pojem javna uprava. 
Brejc pa je upravo ali upravno dejavnost opredelil kot dejavnost v organizaciji, ki omogoča izvajanje njene temeljne dejavnosti. Kot navaja, se uprava deli na poslovno upravo (kot del podjetja) in javno upravo. Slednja je opredeljena kot organi in organizacije, ki opravljajo javne zadeve oziroma izvajajo dejavnost upravljanja v javnih zadevah in jo lahko delimo na državno upravo, lokalno samoupravo ter druge nosilce javnih pooblastil, kot so Zavod za pokojninsko in invalidsko zavarovanje, saj ga poleg javne uprave sestavljajo še javni zavodi, javna podjetja in druge neprofitne organizacije. 
Trpin pravi, da v javni sektor spada vse tisto, kar je v lasti države, ne glede na katerem področju se nahaja. 
Podobno opredelitev javnega sektorja navaja tudi Kamnarjeva, ki se pojmu javne oziroma državne uprave izogiba ter ločuje le med javnim in zasebnim sektorjem. Po njenem javni sektor sestavljajo osebe javnega prava, zasebni sektor pa osebe zasebnega prava a ob tem poudarja, da ni enotne ločnice med obema sektorjema. 
Ena izmed mnogih definicij, ki jo je podala Setnikar-Cankarjeva je tudi, da je javni sektor zbir vseh javnih organizacij, ki opravljajo družbene in gospodarske javne dejavnosti, pri čemer gre za dejavnost netržnih načel, kar se v prvi vrsti kaže s proračunskim financiranjem.

## Razlogi za obstoj
Kakršnakoli že je definicija javnega sektorja, obstajata dva razloga za njegov obstoj in sicer: nepopolnost in neučinkovitost trga. Če bi bil trg popoln, bi se zagotavljala učinkovita izraba zmogljivosti in proizvodnja vseh dobrin, po katerih kupci povprašujejo na način, ki jim omogoča sprejemljivo ceno proizvodov in storitev. Po drugi strani pa proizvajalcem zagotavlja pokritje vseh stroškov proizvodov in storitev.
Obstoj javnega sektorja opravičuje zaščita javne koristi in zadovoljevanje javnega interesa. Javni sektor obstaja, ker golo tržno gospodarstvo ne more zadovoljiti vseh potreb posameznikov in družbe, saj se v javni sferi zadovoljuje čiste potrebe skupnosti in posameznikov, kjer pa tržni mehanizmi ne delujejo. Ferfila podobno pojasnjuje razloge obstoja javnega sektorja, in sicer navaja: »Razlogi za obstoj javnega sektorja segajo od potrebe po dostopu do javnih dobrin (po načelu državljanske pripadnosti in ne ekonomske moči) in pokrivanja eksternalitet javnih dobrin do korektiva nedelujočih tržnih mehanizmov z državno intervencijo in regulacijo. Vlada oblikuje javne ekonomske politike zaradi relativne redkosti dobrin in storitev v alokativnem in distribucijskem procesu ter s splošnim namenom boljšega zadovoljevanja človekovih potreb.«
Jerovšek opravičuje obstoj javnega sektorja in namen porabe proračunskih virov v smislu zaščite javne koristi in zadovoljevanja javnega interesa in pravi, da »javno korist predstavljajo javno zavarovane dobrine, ki jih zakon opredeli kot take. To so javni red, javna varnost, javna morala, neposredna nevarnost za življenje in zdravje ljudi ali premoženje in interesi gospodarstva.«
Obstoj javnega sektorja je nujen in potreben takrat, kadar za določene dobrine ni ustreznega povpraševanja, da bi se po tem tržnem načelu njihova proizvodnja izplačala in kadar določenih dobrin trg ni zmožen preskrbeti. Javni sektor ukrepa tudi, kadar proizvodnja nekaterih dobrin ni v javnem interesu, ker ima negativne učinke ali kadar gre za prepovedano uporabo nekaterih produkcijskih faktorjev in če proizvaja t. i. eksternalije- stranske učinke pri proizvodnji dobrin. 

## Značilnosti
Značilnosti javnega sektorja so sledeče:
- javna odgovornost- vedno mora biti prisotno načelo: javno polaganje računov,
- velikost in kompleksnost upravnega aparata,
- delovna intenzivnost upravne panoge,
- velika pripadnost zaposlenih (zaradi stalnosti zaposlitve) in
- etika javnega dela s politično nevtralnostjo, lojalnostjo, nepristranskostjo in nepodkupljivostjo.

## Normativna opredelitev javnega sektorja v Sloveniji
O tem, kaj je javni sektor, v svetu ni soglasja. Meja med javnim in zasebnim sektorjem tudi v slovenski pravni ureditvi ni jasna. Javni sektor ni opredeljen v ustavi, opredeljujejo pa ga trije področni zakoni.
Zakon o javnih uslužbencih in Zakon o sistemu plač v javnem sektorju javni sektor opredeljujeta nekoliko drugače kot Zakon o javnih financah. Po Zakonu o javnih financah  javni sektor v Sloveniji sestavljajo neposredni in posredni uporabniki, Zavod za zdravstveno zavarovanje Slovenije in Zavod za pokojninsko in invalidsko zavarovanje, oba v obveznem delu zavarovanja, javni gospodarski zavodi, javna podjetja in druge pravne osebe, v katerih država ali občine odločujoče vplivajo na upravljanje. Kot neposredne uporabnike opredeli državne oziroma občinske organe, organizacije ter občinsko upravo, kot posredne uporabnike pa javne sklade, javne zavode in agencije, katerih ustanovitelj je država oziroma občina.
Novejši Zakon o javnih uslužbencih v javni sektor prišteva državne organe in uprave lokalnih skupnosti, javne agencije, javne sklade, javne zavode in javne gospodarske zavode ter druge osebe javnega prava, ki so posredni uporabniki državnega proračuna ali proračuna lokalne skupnosti. Po tem zakonu, kot tudi po Zakonu o sistemu plač v javnem sektorju, javna podjetja in gospodarske družbe, v katerih ima večinski delež oziroma prevladujoč vpliv država ali lokalna skupnost, niso del javnega sektorja.

## Elementi slovenskega javnega sektorja
V javni sektor spadajo javna uprava, državna uprava, lokalna samouprava in javne službe.

### Javna uprava
Javna uprava so organi in organizacije, ki opravljajo javne zadeve oziroma dejavnosti upravljanja v javnih zadevah (državna uprava, lokalna samouprava in nosilci javnih pooblastil). Celotno javno upravo zaradi tako velikega obsega najlažje definiramo s pomočjo zanjo bistvenih značilnosti. Država deluje prek javne uprave, zato ta vsebuje izvršilno vejo oblasti (vlado in državno upravo), predstavniške organe (lokalne skupnosti), nosilce javnih pooblastil in izvajalce javnih služb. Vsi skupaj opravljajo naloge v javnem interesu za zagotavljanje javnih dobrin, ki zadovoljujejo javne potrebe.  Katere potrebe oziroma cilje javnopravnih skupnosti bodo zadovoljevali, se določi v procesu vrednostnega in političnega odločanja, ki je nujno podprt z informacijami realnega stanja in z načini za doseganje v bodočnosti zaželenega stanja.
Organizacija in delovanje javne uprave sta urejeni z upravnim pravom, nekatere temeljne norme o organizaciji in delovanju javne uprave pa vsebuje Ustava Republike Slovenije.

#### Državna uprava
Državna uprava je del javne uprave, ki predstavlja državo kot skupnost ljudi, ki živi na določenem območju in zadovoljuje njihove potrebe, hkrati pa izvaja državno prisilo. Državna uprava je instrument države za izvajanje njene prvenstveno oblastne funkcije. Ta funkcija je sestavljena iz izvajanja zakonov in drugih predpisov, odločanja v upravnih zadevah ter iz upravnega nadzorstva. Institucionalno izvajajo to nalogo vlada in ministrstva na centralni ter upravne enote na lokalni ravni. Z organizacijske perspektive je državna uprava skupek organov, ki upravljajo z državo v smislu izvajanja politike. Funkcionalni vidik državne uprave pa opredeljuje, da je državna uprava dejavnost v javnih zadevah na izvršilni ravni.
Naloge državne uprave so v uresničevanju in nadzoru nalog oziroma politike, ki jo je izoblikovala vlada. Najpogosteje zajemajo: izvajanje predpisov, pripravo in izdajo upravnih aktov, inšpekcijsko in upravno nadzorstvo, nadzor nad zakonitostjo dela organov lokalnih skupnosti, zagotavljanje izvajanja javnih služb iz pristojnosti države, pospeševanje gospodarskega, socialnega, kulturnega, ekološkega in splošnega družbenega razvoja, pripravo zakonov, drugih predpisov in aktov ter opravljanje strokovno-tehničnih nalog za vlado, izvajanje strokovnih in drugih nalog v zvezi z obvladovanjem nepremičnin in drugega premoženja Republike Slovenije po pooblastilu vlade.

#### Lokalna samouprava
Pojem lokalna samouprava v splošnem pomeni, da se na določenem območju uresničujejo pravice ljudi, da soodločajo pri stvareh lokalnega pomena. Namen lokalne samouprave je avtonomno upravljanje družbenih zadev na neposredni lokalni ravni. Lokalna samouprava je avtonomija odločanja o lastnih zadevah v lokalni skupnosti, to pa normativno izvira iz lastne pristojnosti. V strokovni javnosti obstaja močno prepričanje, da se državo lahko označi za demokratično le, če se pomemben del odločanja o javnih zadevah prepusti z nacionalne ravni na raven odločanja lokalnih skupnosti. Gre za decentralizacijo, ki označuje vsak proces slabitve vpliva določenega centra kakega organiziranega sistema na dele tega sistema. Kljub vsemu lokalna samouprava ni v povsem podrejenem odnosu v razmerju do zakonodajnih organov, saj je zavarovana z ustavnimi določbami in mednarodnimi pogodbami.

#### Javne (gospodarske) službe
V Sloveniji ta pojem zajema servisno dejavnost države in lokalnih skupnosti, saj ne vsebuje nikakršnih oblastnih funkcij. To pomeni skrb in organizirano zagotavljanje tistih dobrin in 'storitev', ki jih tržni sistem s svojo spontano ekvivalentnostjo ne more zagotoviti a so obenem nujno potrebne za delovanje družbe. V splošnem gre za kontinuiranost službe, opravljanje službe v javnem interesu, poseben pravni režim, dostopnost vsem ob enakih pogojih in v nekaterih primerih tudi obveznost upravljanja. Oblike javnih služb v Sloveniji so javni holdingi, režijski obrati, javna podjetja, javni gospodarski zavodi, koncesije, kapitalska vlaganja, javni zavodi in zavodi s pravico javnosti.
Javne službe se ločijo na državne in lokalne. V literaturi se pogosto pojavlja še delitev javnih služb na gospodarske in negospodarske. Gospodarske javne službe so tiste, ki zagotavljajo materialne javne dobrine (proizvodi in storitve), katerih trajno in nemoteno proizvajanje v javnem interesu zagotavlja Republika Slovenija oziroma občina ali druga lokalna skupnost zaradi zadovoljenja javnih potreb, kadar in koliko jih ni mogoče zagotavljati na trgu. Gospodarske javne službe se pogosto pojavljajo na področju energetike, varstva okolja, komunalnega in vodnega gospodarstva, prometa in zvez. Za delovanje negospodarskih javnih služb, npr. zdravstvo in šolstvo, je treba upoštevati tudi njihove socialne učinke, saj izvajanje in financiranje teh dejavnosti iz proračuna vsakemu državljanu zagotavlja vsaj minimalno raven teh storitev, ne glede na to, kakšen je njegov finančni položaj.

## Javni sektor in javna uprava v številkah
Po podatkih Statističnega urada Republike Slovenije iz leta 2011, je v Republiki Sloveniji 2.054.741 prebivalcev. Aktivnih je 944.569, zaposlenih pa 835.776. Od tega jih je 160.310 zaposlenih v javnem sektorju. Število zaposlenih v organih državne uprave je bilo decembra 2011 33.526, od tega 2.662 na upravnih enotah. Število zaposlenih v občinskih upravah je bilo začetek leta 2011 4.628.